# Garantált szerelem
A Garantált szerelem (eredeti cím: Love, Guaranteed) 2020-ban bemutatott amerikai romantikus filmvígjáték, melyet Mark Steven Johnson rendezett, valamint Elizabeth Hackett és Hilary Galanoy írt. A főszereplők Rachael Leigh Cook és Damon Wayans Jr..
2020. szeptember 3-án mutatták be a Netflixen.

## Szereplők
| Szerep         | Színész                         | Magyar hang         |
| -------------- | ------------------------------- | ------------------- |
| Susan Whitaker | Rachael Leigh Cook              | Bogdányi Titanilla  |
| Nick Evans     | Damon Wayans Jr.                | Szatory Dávid       |
| Melanie        | Caitlin Howden                  | Köves Dóra          |
| Tamara Taylor  | Heather Graham                  | Erdős Borcsa        |
| Bill Jones     | Jed Rees                        | Moser Károly        |
| Denise         | Lisa Durupt                     | F. Nagy Eszter      |
| Roberto        | Sean Amsing                     | Vida Péter          |
| Jerome         | Alvin Sanders                   | Harmath Imre        |
| Arianna        | Kandyse McClure                 | Solecki Janka       |
| Pam            | Claire Hesselgrave              | Haumann Petra       |
| Gideon         | Brendan Taylor                  | Galambos Péter      |
| Rita Wu        | Quynh Mi                        | ?                   |
| Micah          | Kallie Hu                       | ?                   |
| Kay bírónő     | Judith Maxie                    | Vándor Éva          |
| Netes srác     | Amitai Marmorstein              | Seder Gábor         |
| Dr. Rossmore   | Milo Shandel                    | Holl Nándor         |
| Oliver         | Sebastian Billingsley-Rodriguez | Szefcsik Leó        |
| Anya           | Natalie von Rotsburg            | Zsurzs Kati         |
| Apa            | Dee Jay Jackson                 | Petridisz Hrisztosz |

## A film készítése
A film egyik producere Rachael Leigh Cook lett, aki egyben főszerepet is alakít.
A sztori valós eseményeken alapul, a Molson Coors cég ellen indított per ihlette: reklámjukban azt állították, hogy sörüket a „Sziklás-hegység tiszta forrásvízéből” főzték. Ezt kombinálták azokkal az irreális ígéretekkel, amelyeket egyes online társkereső szolgáltatók tesznek a nagy Ő megtalálásával kapcsolatban.